# Вузловий джгут
Вузловий джгут або вузловий турнікет (англ. junctional tourniquet)[джерело?] — це засіб для зупинки вузлових кровотеч (англ. junctional hemorrhages).
Вузлові кровотечі — це кровотечі з ран, локалізованих у місцях з'єднання кінцівок і шиї з тулубом. Ці кровотечі піддаються зовнішній компресії (compressible hemorrhages), але через особливості анатомічної локалізації їх контроль за допомогою кінцівкових турнікетів (limb tourniquets) є неможливим.

## Історія створення
Вперше над вирішенням проблеми зупинки вузлових кровотеч серйозно замислилися після другої миротворчої місії ООН у Сомалі. Аналізуючи медико-санітарні втрати битви за Могадишо (жовтень 1993 року), експерти звернули увагу на випадок смерті від крововтрати внаслідок кульового поранення пахової ділянки, яку можна було попередити (потенційно превентивна смерть, англ. potentially preventable death). Цей епізод (смерть капрала Джеймса «Джеймі» Сміта) виразно змальований у відомій книзі Марка Боудена «Падіння «Чорного яструба»» (1999) і однойменному фільмі Рідлі Скотта (2001) з Чарлі Гофгеймером у ролі Джеймі.

## Загальна інформація
На сьогоднішній день, коли за стандартами НАТО військові повністю забезпечені якісними кінцівковими турнікетами (CAT, SOFT-T), вузлові кровотечі є найпоширенішою причиною смерті від кровотеч, що піддаються зовнішній компресії. На підставі аналізу медико-санітарних втрат, яких зазнала Армія США під час військових операцій у Афганістані (Operation Enduring Freedom, OEF) та Іраку (Operation Iraqi Freedom, OIF), встановлено, що частка вузлових кровотеч серед усіх летальних кровотеч становить у середньому 20 %. Тобто, кожен 5-й поранений, який помирає від кровотечі (DOW hemorrhage), гине саме від вузлової кровотечі. Вузлові кровотечі є одним з обов'язкових компонентів комбінованих мінно-вибухових ушкоджень, спричинених протипіхотними вибуховими пристроями. Типовість цих ушкоджень (англ. injury pattern) привернула до себе увагу в 2010 р. і стала причиною виокремлення їх у окрему нозоформу — мінно-вибухова травма пішого патруля (англ. Dismounted Complex Blast Injury, DCBI).

## Типи вузлових джгутів
Структурно, вузлові джгути схожі на типові джгути або шини, з технічною особливістю — наявні повітряні манжети, які потрібно надути вручну, після накладання самого вузлового джгута.
Станом на 2022 рік Управління з санітарного нагляду за якістю харчових продуктів та медикаментів США (FDA) схвалило використання 4-х турнікетів для зупинки вузлових кровотеч:
- CRoC (англ. Combat Ready Clamp);
- SAM-JT англ. (SAM Junctional Tourniquet);
- JETT (англ. Junctional Emergency Treatment Tool);
- AAJT (англ. Abdominal Aortic and Junctional Tourniquet)[1][2].

У 2024 році було створено вузловий турнікет SHJT (Shlyah Junctional Tourniquet), виробництва компанії ТОВ "Шлях Система".

### SHJT
(Виробник: ТОВ Шлях Система, Київ, Україна)
Є першим вузловим турнікетом, створеним в Україні (2024 рік).[джерело?] Використовується для надання невідкладної домедичної допомоги у паховій ділянці. Найлегший та найкомпактніший серед вузлових турнікетів. Завдяки конструкційним рішенням, є стабільним при транспортуванні пораненого. Окрім тактичних умов може застосовуватися для контролю вузлових кровотеч на догоспітальному етапі у цивільного населення.[джерело?]

### CRoC
(NSN 6515-01-589-9135. Виробник: Combat Medical Systems LLC, Fayetteville, NC, USA).
Є першим вузловим турнікетом, схваленим FDA (серпень 2010 р.). Вперше внесений до Настанов ТССС у 2011 р.. Перше застосування в тактичних умовах (case report) описане в 2012 р.. Може накладатися не тільки на пахову зону, але також на ділянку черевної аорти, тобто використовуватися як стовбуровий турнікет (англ. truncal tourniquet). Описана також техніка накладання CRoC для зупинки аксилярної кровотечі. Окрім тактичних умов може застосовуватися для контролю стовбурових і вузлових кровотеч (truncal and junctional haemorrhage) на догоспітальному етапі у цивільного населення.

### SAM-JT
(NSN 6515-01-618-7475. Виробник: SAM Medical; Wilsonville, OR, USA).
Вперше внесений до Настанов ТССС у 2013 р. Перше застосування в тактичних умовах (case report) описане в 2014 р.. Подібно до тазового бандажу виробництва тієї самої компанії (SAM Sling Pelvic Binder), може також застосовуватися для стабілізації тазу в разі перелому його кісток. Окрім тактичних умов може застосовуватися для контролю вузлових кровотеч на догоспітальному етапі у цивільного населення.

### JETT
(NSN 6515-01-616-5841. Виробник: North American Rescue Products; Greenville, SC, USA).
Вперше внесений до Настанов ТССС у 2013 році. Може також застосовуватися для стабілізації тазу в разі перелому його кісток. Окрім тактичних умов може застосовуватися для контролю вузлових кровотеч на догоспітальному етапі у цивільного населення.

### AAJT
(NSN 6515-01-616-4999. Виробник: Compression Works LLC; Birmingham, AL, USA).
Вперше внесений до Настанов ТССС у 2013 році як стовбуровий турнікет, за допомогою якого можна контролювати кровотечі з таза та нижніх кінцівок. Перше застосування в тактичних умовах (case report) для зупинки кровотечі у випадку білатеральної травматичної ампутації нижніх кінцівок описане в 2013 р.. Описано також застосування AAJT для зупинки кровотечі у випадку кульового поранення аксилярної та пахової локалізації. Окрім тактичних умов може застосовуватися для контролю стовбурових і вузлових кровотеч (англ. truncal and junctional haemorrhage) на догоспітальному етапі у цивільного населення. Існує також перспектива застосування AAJT для підвищення ефективності непрямого масажу серця при серцево-легеневій реанімації.